# غونتر فون ريبنتز
غونتر فون ريبنتز (بالإنجليزية: Günther von Reibnitz) ضابط مجري في سلاح الفرسان (ولد يوم 8 سبتمبر من العام 1894 في سيليزيا) شارك كجندي خلال الحرب العالمية الأولى، وانضم إلى الحزب النازي وحصل على الجنسية الألمانية، وكان من قوات الجيش الأحتياطي الألماني في الحرب العالمية الثانية، هو والدة الأميرة آنا ماري كريستين أميرة كينت زوجة الأمير مايكل .